# Myles Cooper

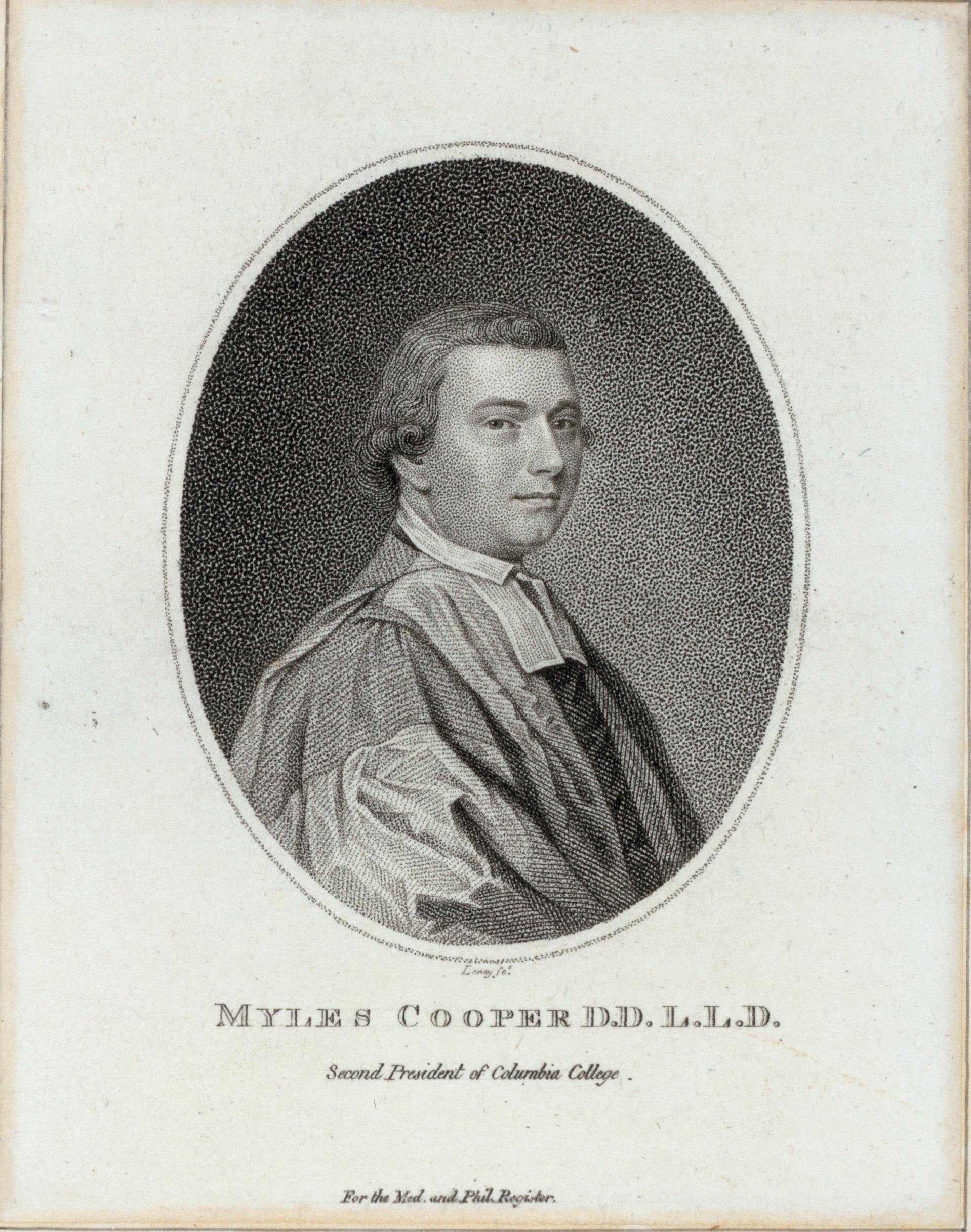
Myles Cooper (Thomas Addis Emmet, 1880)

Myles Cooper (* 1736 oder 1737 in Broughton in Furness, Lancashire; † 20. Mai 1785 in Edinburgh) war ein englischer anglikanischer Priester und Präsident des Kings College von 1765 bis 1775. Unter seiner Führung entwickelte sich der College zu einer Hochburg der Tories und Loyalisten, also den Gegnern der Amerikanischen Revolution.

## Leben
Myles Cooper, der Sohn von William und Elizabeth Cooper, wurde am 19. Februar 1737 in der Holy Trinity Church vom Dorf Millom in Cumbria getauft. Seine Ausbildung war im Queen’s College, wo er 1756 den Bachelor und 1760 den Master erhielt. Bis zu seiner Ordination zum Priester der Church of England war er der Kaplan des College. 1762 schlug der Geistliche Edward Bensom Cooper als Nachfolger für Samuel Johnson im Posten des Präsidenten vom Kings College (der heutigen Columbia University) vor. 1765 trat er dieses Amt an. Während seiner Zeit vergrößerte sich das College in der Zahl der Studenten und es wurde um Medizinunterricht erweitert. Auch entwickelte sich das College unter seiner Führung zu einer der Hochburgen der Tories und Loyalisten. Des Weiteren war er zusammen mit anderen Klerikern wie Samuel Seabury und Charles Inglis einer der führenden Essayisten der Tories. Damit wurde er aber Ziel vieler patriotistischer Angriffe, weshalb er im März 1775 auf das britische Schiff HMS Kingfisher fliehen musste. 10 Tage später segelte er nach England, wo er den Rest seines Lebens verbrachte.
1769 wurde er Mitglied der American Philosophical Society.